# Prophecy (Solstice)
Prophecy is een studioalbum van progressieve rockband Solstice. Motto van het album is het gedicht The prophecy (Eyes of fire) van Oz Hardwick over de Aarde die door de mensheid te gronde wordt gericht en een poging van redding door terug te gaan naar oude waarden. De muziek van het album wordt ondersteund door tekeningen van striptekenaar Barry Kitson. Het album werd gepromoot door enige concerten. Steven McDaniel werd echter ernstig ziek, waarna optredens werden afgezegd.
Het album werd uitgegeven door Esoteric Antenna, gespecialiseerd in nieuwe progressieve rock en verbonden aan retroplatenlabel Esoteric Recordings. Op Progarchives werd dit destijds aangeduid als het beste werk van Solstice tot dan toe. Er werden vergelijkingen gemaakt met Yes, Camel en Kansas.

## Musici
- Andy Glass – gitaar, zang
- Pete Hemsley – slagwerk
- Jenny Newman – fiddle
- Steven McDaniel – toetsinstrumenten, zang
- Robin Phillips – basgitaar
- Emma Brown – zang

Met
- Johnny McGuire - zang

## Muziek
| Nr. | Titel                            | Duur  |
| --- | -------------------------------- | ----- |
| 1.  | Eyes of fire (Glass)             | 8:54  |
| 2.  | Keepers of the truth (Glass)     | 8:15  |
| 3.  | Warriors (Glass)                 | 17:34 |
| 4.  | West wind (Glass)                | 11:06 |
| 5.  | Black water (Glass, Larry Unger) | 11:08 |
| 6.  | Find yourself (Glass)            | 6:17  |
| 7.  | Return of spring (Glass, Elton)  | 7:26  |
| 8.  | Earthsong (Glass)                | 6:39  |

De laatste drie tracks zijn remixen van drie liedjes van het debuutalbum Silent dance. De man achter de remixen was Steven Wilson, fan van de band. De musici waren destijds Andy Glass (zang , gitaar, muziekproducent), Marc Alton (fiddle, zang), Mark Hawkins (basgitaar), Martin Wright (slagwerk) en Sandy Leigh (zang). Nigel Mazlyn Jones was de muziekproducent van de bonusliedjes (6, 7 en 8) van het album.